# کیم جی-وون
کیم جی وون (انگلیسی: Kim Jee-woon؛ زادهٔ ۲۷ مهٔ ۱۹۶۴) کارگردان شاخص اهل کره جنوبی است.او از مطرح ترین کارگردانان کره ای به حساب می‌آید که بیشتر به خاطر تلاش هایش در گونه های مختلف در سینمای کره مورد توجه قرار گرفته است‌. عمده شهرت وی به خاطر فیلم های تحسین شده ای همچون،داستان دو خواهر(۲۰۰۳)، زندگی تلخ و شیرین(۲۰۰۵), خوب، بد، عجیب(۲۰۰۸) و من شیطان را دیدم(۲۰۱۰) است. او همچنین تجربه ساخت فیلم های کوتاه را نیز در کارنامه اش دارد، که از مهم ترین آنها می‌توان به بیرون آمدن ( (2000 و سه (2003) اشاره کرد.

## فیلم‌شناسی
- بیرون آمدن (۲۰۰۰)
- سه (۲۰۰۲)
- داستان دو خواهر (۲۰۰۳)
- من شیطان را دیدم (۲۰۱۰)
- کتاب رستاخیز (۲۰۱۲)
- آخرین مقاومت (۲۰۱۳)